# Штёбер, Франц Ксавер
Франц Ксавер Штёбер (нем. Franz Xaver Stöber; 20 февраля 1795, Вена, — 11 апреля 1858, Вена) — австрийский гравёр.

## Биография

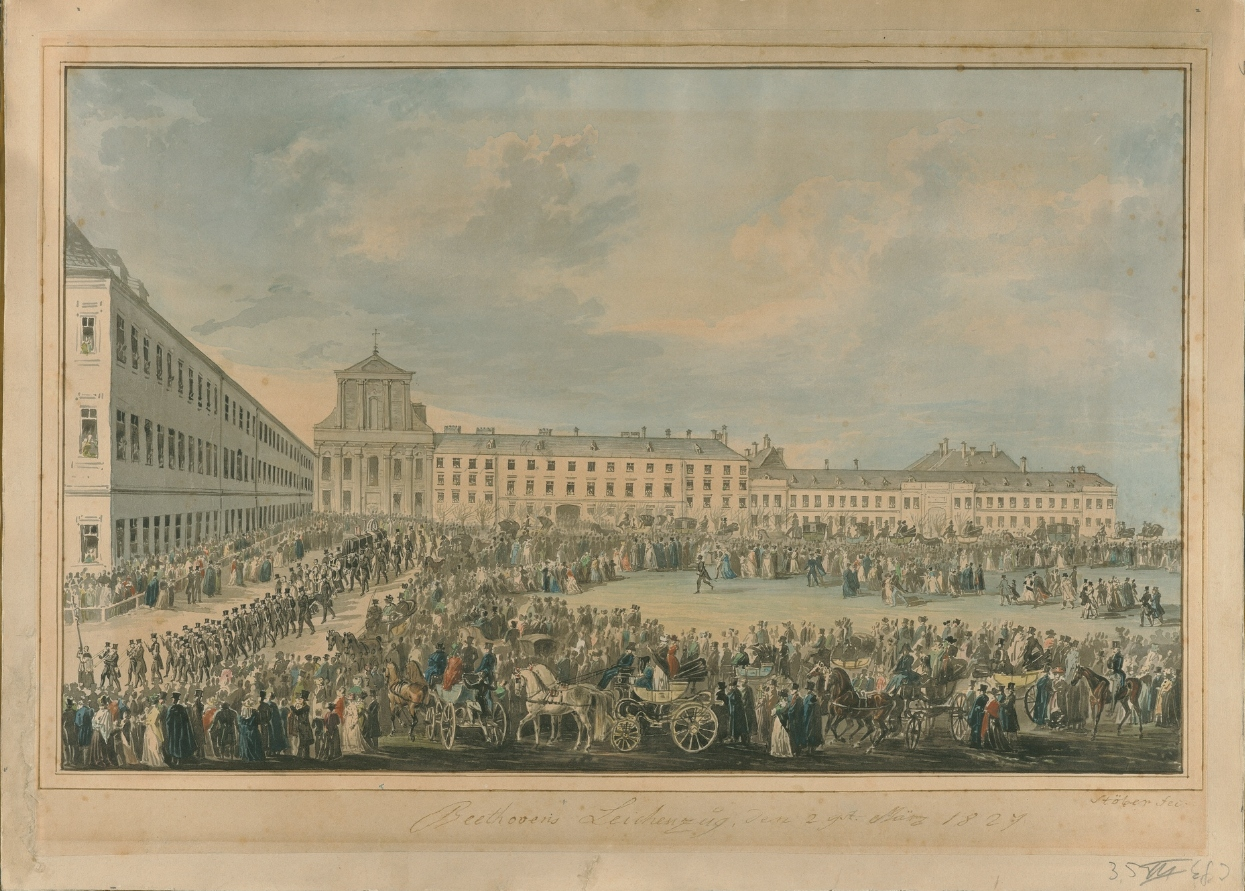
Штёбер. Похоронная процессия Людвига ван Бетховена (1827)

Франц Ксавер Штёбер родился в семье Йозефа Штёбера (1768—1852), также гравера. Один из пионеров австрийской гравюры. Автор серии портретов австрийских художников. Иллюстрировал книгу Генриха Йозефа Хёльцля «Предание поэтов древности в наглядных изображениях» (нем. Der Mythos alter Dichter in bildlichen Darstellungen) шестьюдесятью одной гравюрой с портретными изображениями персонажей античной мифологии. Штёберу атрибутируется также акварель с изображением похоронной процессии Людвига ван Бетховена, хотя не исключено, что эта акварель принадлежит его отцу или тёзке Францу Штёберу (1760—1834).
Портрет работы Фридриха фон Амерлинга, на протяжении долгого времени считавшийся портретом Штёбера и характеризовавшийся как выразительный пример дружеского отношения одного художника к другому, по всей вероятности, изображает другое лицо.